# Callicostella lorifolia
Callicostella lorifolia là một loài rêu trong họ Pilotrichaceae. Loài này được (Hampe) A. Jaeger mô tả khoa học đầu tiên năm 1877.